# Haukar Körfubolti
El Knattspyrnufélagið Haukar Körfubolti (traducido literalmente como Haukar Club de Fútbol Baloncesto), conocido como Haukar o Haukar Hafnarfjörður, es la sección de baloncesto masculino del club Knattspyrnufélagið Haukar, con sede en la localidad de Hafnarfjörður en Islandia.

## Pabellón
El Haukar juega sus partidos como local en el Ólafssalur, con una capacidad para unos 2.100 espectadores y situado en el área de Ásvellir de Hafnarfjörður. El pabellón lleva el nombre del antiguo presidente de FIBA Europa, Ólafur Rafnsson, exjugador y exentrenador del club, fallecido en 2013.

## Palmarés

### Títulos
- Úrvalsdeild karla (Ligas de Islandia)

Campeones (1): 1988
- Bikarkeppni karla (Copas de Islandia)

Campeones (3): 1985, 1986, 1996
- 1. deild karla (Segunda categoría)

Campeones (2): 1983, 2013
- 2. deild karla (Tercera categoría)

Campeones (1): 1981